# جيمس هويل (سياسي)
جيمس هويل (بالإنجليزية: James Howell)‏ هو سياسي أمريكي، ولد في 16 أكتوبر 1829 في المملكة المتحدة، وتوفي في 27 يناير 1897 في الولايات المتحدة. حزبياً، نشط في الحزب الديمقراطي.